# Rudolf Abel

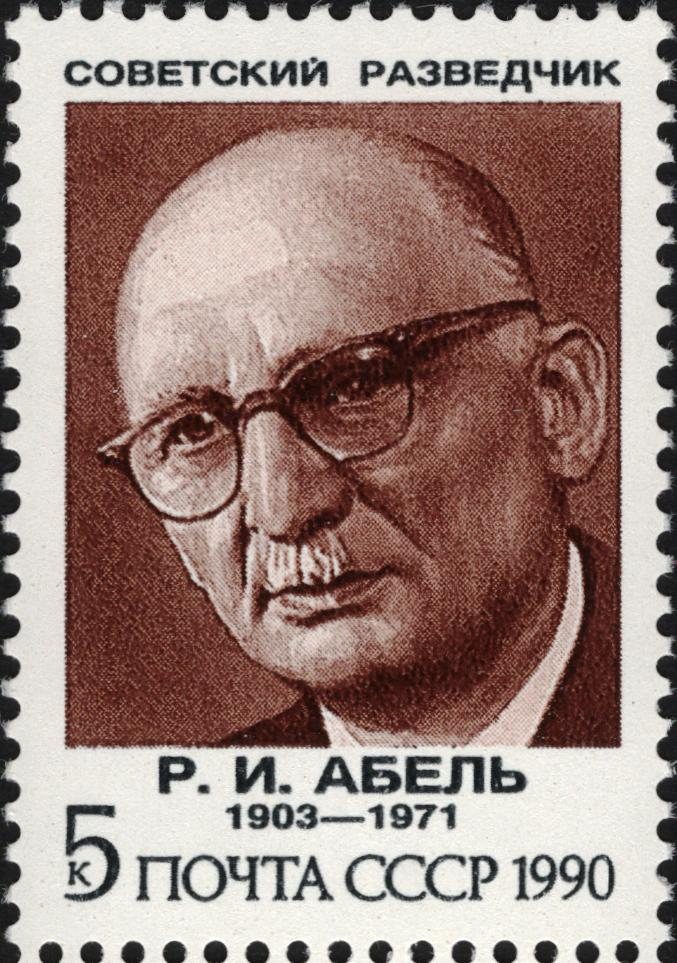
In 1990 door de USSR uitgegeven postzegel met de beeltenis van Rudolf Abel

Rudolf Ivanovitsj Abel (Russisch: Рудольф Иванович Абель) (Benwell (Newcastle upon Tyne, Engeland), 11 juli 1903 - Moskou, 15 november 1971), alias voor Viljam (William) Genrichovitsj Fisher (Russisch: Вильям Генрихович Фишер), was een Russisch spion.
Hij vestigde zich in 1948 in de Verenigde Staten als kunstschilder en kunstfotograaf onder de naam Goldfuss en later Collins. 
Eigenlijk was hij kolonel van de KGB en hoofd van een spionagenet. 
Abel werd op 21 juni 1957 aangehouden door de FBI nadat zijn assistent, de spion Reino Häyhänen, zijn geheimhouding verbroken had. In de herfst van datzelfde jaar werd hij veroordeeld tot 30 jaar gevangenisstraf.
Op 10 februari 1962 werd hij op de Glienicker Brücke tussen Berlijn en Potsdam uitgewisseld voor de Amerikaanse piloot Gary Powers die met zijn U2-toestel boven Rusland was neergeschoten.
De speelfilm Bridge of Spies (2015) heeft de geschiedenis van Abel, zijn advocaat James Donovan (gespeeld door Tom Hanks) en de uitwisseling tot onderwerp.